# Stanislav Holý
Stanislav Holý  (25. února 1943 Praha, Protektorát Čechy a Morava – 14. srpna 1998 Praha, ČR) byl český malíř, grafik , ilustrátor, tvůrce televizních postav Jů&Hele, Muf, Harry Šoumen, Tryskomyš, kohout Eda, Šamšula a dalších. Realizoval interiérové a exteriérové kompozice pro Českou televizi jako scénograf Studia Kamarád. Od roku 1971 vystavoval doma i v zahraničí.  Věnoval se volné i užité grafice ( barevná litografie), ilustraci, karikatuře i tvorbě do architektury. Byl spolumajitelem galerie U prstenu v Praze, členem Svazu českých výtvarných umělců a  Sdružení českých umělců grafiků HOLLAR Praha a redaktorem časopisu Mladý svět.

## Život
Začátkem 60. let 20. století se vyučil malířem porcelánu v Karlových Varech-Staré Roli.
Od roku 1960 se zabýval kresleným humorem, jehož hlavním hrdinou byla postava pana Pipa.
Vystudoval Vysokou školu uměleckoprůmyslovou v Praze v ateliéru kresleného a loutkového filmu u profesora Adolfa Hoffmeistra a Josefa Nováka (1965–1971).

## Dílo
Jeho dílo bylo prezentováno na více než devadesáti výstavách v období od roku 1968 do roku 2015, z toho na 26 autorských , 66 společných aj.
Kreslený humor publikoval v domácích i zahraničních časopisech. V celostátní soutěži pořádané Ministerstvem kultury ČR a Památníkem národního písemnictví získala ocenění kniha Procházky pana Pipa, nejkrásnější kniha roku 1978. Na ni pak navázal druhý svazek v roce 1982 Námluvy pana Pipa.
Jeho patrně nejznámější prací jsou návrhy postav, dekorací a scénografie pro Studio Kamarád (seriál vysílaný Československou televizí od roku 1980) Jů a Hele, Harry Šoumen, Muf Supermuf, Tryskomyš, Šamšula. https://www.ceskatelevize.cz/ivysilani/10315095089-studio-kamarad
Na výrobě se podíleli také výtvarníci Martin a Renáta Lhotákovi. Koncept a dramaturgie pořadu byl volně inspirován americkým seriálem Sesame Street.
Výtvarník titulků k filmům Jak svět přichází o básníky (1982) a Konec básníků v Čechách (1993).

Autor výtvarného řešení československé Expozice k Mezinárodnímu roku dítěte v Montrealu (1979), Pavilonu dětí ve vesničce Unesco (Seibuen, Tokio 1979) a pavilonu Zahrada dětí v kanadském Montrealu (1980).
Graficky spolupracoval na mezinárodních výstavách podniku zahraničního obchodu (PZO) v Duisburgu, Tbilisi, Vídni, Izmiru, Jakartě, Tokiu, Moskvě, Budapešťi a Sao Paulu.
Podílel se na realizaci interiérů mnoha dětských heren a nemocničních zařízení.
V roce 1998 věnoval originály obrazů dětskému domovu v Melči.
Ilustroval řadu učebnic : Angličtina s Jů a Hele (3 díly 2009), učebnice matematiky ZŠ (1993–1997), zpěvníky (1990-1991), omalovánky (1994) aj.
V roce 2001 udělena Cena akciové společnosti KOH-I-NOOR Hardtmunth České Budějovice za nejlepší ilustraci dětské knihy.

## Výběr z bibliogragie

### Vlastní výtvarné knihy
- 1969 – Algebrion [nedostupný zdroj]
- 1978 – Procházky pana Pipa. Praha: Albatros.
- 1982 – Námluvy pana Pipa. Praha: Albatros.
- 1988 – Jů, Hele, neděle! Praha: Panorama.
- 1989 – Svět je báječné místo k narození: Kniha kresleného humoru. Praha: ČTK Repro.
- 2000 – Jů, Hele, pondělí. Praha: Pan Pip Studio Publishing.
- 2011 – Procházky pana Pipa = Mr. Pip’s Trips. 2., rozš. vyd. Benešov: ELTSEN.

### Ilustrační tvorba
- 1979 – ČERNÍK, Michal. Tráva roste až k moři.
- 1979 – HORA-HOŘEJŠ, Petr. Péťa Vařič, aneb, Snadné etudy pro hrnec s pokličkou a obě ruce levé. Praha: Práce. (Druhé vydání 1993.)
- 1982 – STŘEDA, Ludvík. Pohádky s Hvězdičkou. Ústí nad Labem: Severočeské nakl.
- 1983 – Otevřete a uvidíte: Miroslav Barták, Stanislav Holý, Vladimír Jiránek, Vladimír Renčín, Vlastimil Zábranský kreslí na téma ... Uspoř. S. Holý ; verše Michal Černík. Praha: Panorama.
- 1984 – KAMIL, J. B. Dobrodružství s Heráklem. Praha: Panorama. [J. B. Kamil je pseudonym Bohumila Koláře a Jiřího Hromádky, spoluautorů komiksu o Modré pětce.]
- 1986 – SAVOV, František. Skleněnka. Praha: Panorama.
- 1987 – BÁRTA, Jiří a kol. Obývací pokoj. Praha: SNTL. (Druhé vydání 1988.)
- 1988 – HANUŠOVÁ, Jiřina. Milá Sally, aneb, Dobrá rada nad zlato. Praha: Práce.
- 1988 – Veletucet: 144× Barták, Holý, Hrubý, Jiránek, Matuška, Nepraš, Renčín, Slíva v Technickém magazínu. Praha: SNTL.
- 1989 – STŘEDA, Ludvík. Pohádkové sluníčko. Ústí nad Labem: Severočeské nakl.
- 1990 – SVOBODA, Karel. Tajemné megality : svědkové doby kamenné. Praha: Horizont.
- 2000 – KRŮTA, Jan. Upoviny. Praha: Albatros.
- aj.